# Мякинницыно
Мякинницыно — деревня в Великоустюгском районе Вологодской области. Административный центр Верхневарженского сельского поселения и Верхневарженского сельсовета.
Расстояние до районного центра Великого Устюга по автодороге — 70 км. Ближайшие населённые пункты — Марилово, Андроново, Митихино.
По переписи 2002 года население — 256 человек (126 мужчин, 130 женщин). Всё население — русские.